# 杉山祥子
杉山祥子（1979年10月19日—），出生於日本靜岡縣駿東郡小山町，是日本女子排球運動員，身高184公分，體重67公斤，場上位置為副攻。

## 生涯簡介
受到當時是東麗九鱗會（現東麗箭男排隊）隊員的父親及曾經在高中時代參與日本國民體育大會的母親所影響，杉山祥子在小學六年級便開始接觸排球。在富士見高校就讀期間，曾經在高二時參加春季高校排球大賽。1997年入選日本青年女排，並曾參與當年的世青賽。
1998年加入NEC紅火箭，2000年首次入選日本女排，當時是隊中最年輕的隊員，參與了悉尼奧運女排資格賽。2004年的雅典奧運，杉山也作為正選成員的身份出場。
而在2006年至2009年期間，杉山成為了NEC紅火箭的隊長。
2007年4月在NEC紅火箭官網中宣佈與年長6歲的男性結婚，並在同年的5月13日舉行婚禮。
2008年，日本女排在北京奧運資格賽中成功獲得奧運參賽資格，杉山也連續兩次參與奧運比賽。
2009年10月，杉山與NEC紅火箭前主將渡邊絢子及當時準備參加第五屆東亞運動會女子排球比賽的隊友瀧口奈美等接受了香港電台電視部節目「體育的風采：東亞運前奏」專訪，節目已在同年11月5日於無線電視翡翠台播出。

## 軼事
- 中學時期受到姐姐的影響參加了模特兒選秀，結果成功錄取。
- 中學時期曾經參加1994年的全日本中學通信田徑大賽靜岡賽區的女子跳高比賽，結果贏得冠軍。
- 自己擅長繪畫，曾在柳本晶一（前日本女排總教練）的生日蛋糕上畫出柳本的畫像，令關連人士都大吃一驚。
- 在北京奧運的閉幕典禮中，杉山差點接到由貝克漢在巴士上踢出的足球。

## 生涯及得獎經歷
- 生涯簡歷

北鄉小學→北鄉中學→富士見高等學校→NEC紅火箭（1998年至今）
- 日本女排 - 2000-2008年、2010年
- 國際賽事
  - 奧運會 - 2004年、2008年
  - 世錦賽 - 2002年、2006年
  - 世界杯 - 2003年、2007年
- 獲得獎項
  - 1997年 - 全國高校體育大會優秀選手
  - 1998年 - V.League新人王
  - 2002年 - V.League最佳六人、最佳扣殺獎
  - 2003年 - V.League最佳六人
  - 2004年 - V.League最佳六人、最佳攔網獎
  - 2006年 - V.League最佳六人、最佳攔網獎
  - 2004年 - V.Premier League最佳六人、最佳攔網獎、V.League榮譽獎（長期活躍功績/個人記錄獎）

## 外部連結
- NEC紅火箭官方網站 （页面存档备份，存于）